# Andrzej Wroński
Andrzej Adam Wroński (* 8. října 1965) je bývalý polský zápasník – klasik, olympijský vítěz z roku 1988 a 1996.

## Sportovní kariéra
Vyrůstal v obci Babi Dół na kašubské rodinné farmě nedaleko Żukowa, kde začal zápasit v 11 letech v místním klubu GLKS Morena pod vedením trenérů Boreckého a Mateja. Jeho dětstským vzorem byl olympijský vítěz z olympijských her v Montréalu v roce 1976 Kazimierz Lipień. V roce 1984 si ho jako talentovaného klasika stáhli trenéři do armádního tréninkového střediska Legia ve Varšavě. V Legii zůstal až do konce své sportovní kariéry. Jeho osobními trenéry byli Bolesław Dubický a Wiesław Dziadura.
V polské reprezentaci klasiků vedené Stanisławem Krzesińskim se pohyboval od roku 1986 ve váze do 100 kg. V roce 1988 ho polský olympijský výbor nominoval pro olympijské hry v Soulu. V úvodním kole základní devítičlenné skupiny měl štěstí na volný los. Ve druhém kole porazil málo známého Kanaďana Steva Marshalla těsně 2:0 na technické vody. Ve třetím kole však prohrál před časovým limitem na lopatky se sovětským reprezentantem Guramem Gedechaurim a v dalších kolech již nesměl prohrát. V pátém kole porazil na lopatky favorizovaného Rumuna Vasila Andreie a v šestém doposud neporaženého Američana Dennise Koslowského těsně 1:0 na technické body. Tímto vítězstvím si zajistil senzační vítězství ve skupině smrti a postup do finále proti západnímu Němci Gerhardu Himmelovi. Ve finále se ujal koncem druhé minuty vedení krásným zvedem 3:0 na technické body a náskok udržel do konce hrací doby. Vítězstvím 3:1 na technické body získal zlatou olympijskou medaili.
V roce 1992 odjížděl na olympijské hry v Barceloně jako úřadující mistr Evropy. Vstup do olympijského turnaje však neměl ideální, hned v úvodním kole základní skupiny mu vrátil porážku ze Soulu Američan Dennis Koslowski. V rozhodujícím pátém kole o postup do souboje o medaile takticky zremizoval zápas s Rumunem Ionem Ieremciucem a ze druhého místa ve skupině postoupil do souboje o třetí místo proti Bělorusu Sergeji Děmjaškevičovi. Vyrovnaný taktický zápas prohrál těsně 0:1 na technické body a obsadil konečné 4. místo.
Od roku 1993 vedl polskou reprezentaci Ryszard Świerad pod jehož vedením startoval v roce 1996 na olympijských hrách v Atlantě. Změněný turnajový systém formou vyřazovacích bojů mu seděl a navíc dostal do úvodního kola nevýrazného Tunisana Mohameda Navara, kterého porazil před časovým limitem na technickou převahu. Ve druhém kole porazil na pomocná kritéria Moldavana Igora Grabovețchého, když po prodloužení zápas skončil nerozhodně 0:0 na technické body. V semifinále porazil Kubánce Héctora Miliána 2:0 na technické body a postoupil do finále proti Bělorusu Sergeji Lištvanovi. Taktické finále bez náznaku bodované akce skončilo po prodloužení 0:0 na technické body a jako vítěze ho určila až pomocná kritéria, když soupeř byl za pasivitu jednou napomínán. Získal zlatou olympijskou medaili.
Od roku 1997 Mezinárodní zápasnická federace spojila jeho váhovou kategorii do 100 kg s váhovou kategorií do 90 kg. V nové váze do 97 kg se v roce 2000 kvalifikoval na své čtvrté olympijské hry v Sydney. Opětovně změněný turnajový systém mu však v Sydney štěstí nepřinesl. V základní skupině prohrál v úvodním kole s Gruzínem Gennadim Čchaidzem 0:2 na technické body a nepostoupil do vyřazovacích bojů. Vzápětí ukončil sportovní kariéru, ale po čase ho k návratu přesvědčil trenér Józef Tracz. Na prahu čtyřicítky se však na své páté olympijské hry v roce 2004 nekvalifikoval.
Po skončení sportovní kariéry se věnoval trenérské práci. Několikrát se ho podařilo polským promotérům zlákat do profesionálního ringu v populárním bojovém sportu mixed martial arts. Památný byl především jeho souboj dvou polských olympijských vítězů z Atlanty 1996 s judistou Pawłem Nastulou.

## Výsledky
| Turnaj             | 1985 | 1986 | 1987 | 1988 | 1989 | 1990 | 1991 | 1992 | 1993 | 1994 | 1995 | 1996 | 1997 | 1998 | 1999 | 2000 | 2001 | 2002 | 2003 |
| Turnaj             | 20   | 21   | 22   | 23   | 24   | 25   | 26   | 27   | 28   | 29   | 30   | 31   | 32   | 33   | 34   | 35   | 36   | 37   | 38   |
| Turnaj             | -90  | -100 | -100 | -100 | -100 | -100 | -100 | -100 | -100 | -100 | -100 | -100 | -97  | -97  | -97  | -97  | -97  | -120 | -120 |
| ------------------ | ---- | ---- | ---- | ---- | ---- | ---- | ---- | ---- | ---- | ---- | ---- | ---- | ---- | ---- | ---- | ---- | ---- | ---- | ---- |
| Olympijské hry     |      |      |      | 1.   |      |      |      | 4.   |      |      |      | 1.   |      |      |      | úč.  |      |      |      |
| Mistrovství světa  | —    | —    | úč.  |      | 5.   | úč.  | úč.  |      | 3.   | 1.   | 4.   |      | 3.   | 8.   | 2.   |      | —    | —    | úč.  |
| Mistrovství Evropy | —    | —    | úč.  | úč.  | 1.   | 3.   | úč.  | 1.   | 4.   | 1.   | úč.  | 3.   | —    | —    | úč.  | —    | —    | —    | —    |
| MS nadějí          | 5.   |      |      |      |      |      |      |      |      |      |      |      |      |      |      |      |      |      |      |